# White Mountain Apaši
White Mountain Apači (AmerEngl. White Mountain, White Mountain Apaches), pleme Indijanaca iz grupe Zapadnih Apača (Coyoteros), porodica Athapaskan, nastanjeno danas na rezervatu Fort Apache ili White Mountain Apache u Arizoni. Bijelo Brdo Apači porijeklom su od apačkih nomadskih skupina iz ovog područja, podijeljeni prema Swantonu, na Istočne (Eastern) s gornje Gile i Salta i Zapadne (Western) u susjedstvu bande San Carlos. Rezervat White Mountain utemeljen je 1891. i na njemu živi 12,000 Apača u 9 glavnih rezervatskih zajednica. Glavno im je središte gradić Whiteriver. Pleme živi od turizma i kockarnice Hon Dah (na apačkom 'Dobrodošli'). 

## Bande ili klanovi
Među imenima klanova ili bandi nalaze se: Akonye, Chilchadilkloge, Chiltneyadnaye, Destchin, Gontiel, Indelchidnti, Inoschuhochen, Iyaaye, Kaihatin, Kaynaguntl, Kiyahani, Klokadakaydn, Mayndeshkish, Natatladiltin, Natootzuzn, Peiltzun, Satchin, Tizsessenaye, Tseskadin, Tuakay, Tudisishn, Tushtun, Tutonashkisd, Tutzone, Tzaedelkay, Tzebinaste, Tzecheschinne, Tzetseskadn, Tzintzilchutzikadn, Tziseketzillan, Tzlanapah, Tzolgan, Yachin, Yagoyekaydn.

## Vanjske poveznice
- White Mountain Apache History  Arhivirana inačica izvorne stranice od 7. studenoga 2008. (Wayback Machine)